# Калифорнийска високоскоростна железница
Калифорнийската високоскоростна железница е проект за високоскоростна железница в щата Калифорния, САЩ. Финансирането на проекта в размер на $9,95 милиарда е одобрено от калифорнийските избиратели на 4 ноември 2008 г.
Мрежата ще свързва основни калифорнийски градове – Сан Франциско, Лос Анджелис, Сакраменто, Сан Хосе, Фресно, Бейкърсфийлд, Палмдейл, Анахайм, Ървайн, Ривърсайд и Сан Диего. Проектираният обем пътници е 91-95 милиона на година. Най-висока скорост на движение на влаковете – 350 км/ч.
Тя ще намали времето за изминаване на разстояния с наземен транспорт в Калифорния – например ще позволи разстоянието от Сан Франциско до Лос Анджелис да се изминава с железницата за около 2 часа при сегашните 7 часа с автомобил (със самолет се изминава за около 1 час и 20 минути).